# ديميتري غالوشيف
ديميتري غالوشيف (بالروسية: Голышев, Дмитрий Сергеевич)‏ هو لاعب كرة قدم روسي في مركز الوسط، ولد في 17 نوفمبر 1985 في موسكو في روسيا. لعب مع نادي خيمكي.

## وصلات خارجية
- ديميتري غالوشيف على موقع قاعدة بيانات كرة القدم.إي يو (الإنجليزية)
- ديميتري غالوشيف على موقع Soccerway.com (الإنجليزية)